# Nikolay Gerasimovich Kuznetsov
Nikolay Gerasimovich Kuznetsov (tiếng Nga: Никола́й Гера́симович Кузнецо́в; 24 tháng 7 năm 1904 – 6 tháng 12 năm 1974) là một sĩ quan hải quân Liên Xô đã đạt cấp bậc Đô đốc Hải quân Liên Xô và giữ chức Chính ủy Hải quân Nhân dân trong Chiến tranh thế giới thứ hai. Học viện Hải quân Kuznetsov và tàu sân bay Đô đốc Kuznetsov của hải quân Nga, một tàu sân bay thuộc lớp Kuznetsov, được đặt tên để vinh danh ông.

## Những năm đầu và sự thăng tiến
Kuznetsov sinh ra trong một gia đình nông dân gốc là người nhập cư Serbia tại làng Medvedki, Velikoustyuzhsky Uyezd, Vologda, Đế quốc Nga (nay thuộc Kotlassky, Arkhangelsk, Nga).
Năm 1919, ông gia nhập đội tàu hải quân Bắc Dvina của Xô Viết, hồi đó ông phải khai tăng thêm hai tuổi mới được tiếp nhận. Trong hồ sơ quân nhân, ghi năm sinh của ông là 1902. Từ năm 1920, ông đóng quân tại Petrograd, đến năm 1924, ông là một thành viên của một đơn vị hải quân Nga, ông đã từng được dự lễ tang của Vladimir Lenin. Cũng vào thời gian này, ông gia nhập Đảng Cộng sản Liên Xô.
Sau khi tốt nghiệp học viện quân sự Frunze vào năm 1926, Kuznetsov được điều sang chiến đấu trên chiếc tàu tuần dương Chervona Ukraina, đầu tiên ông chỉ đơn thuần là một sĩ quan, sau đó là ông mang quân hàm thiếu úy. Ông đã tốt nghiệp các môn chiến dịch và chiến thuật, tại khoa chiến dịch hành quân của trường cao đẳng hải quân vào năm 1932. Sau khi tốt nghiệp, ông được quyền lựa chọn cho mình một vị trí công tác: ông có thể tự chọn một công việc nào đó trong ban tham mưu, hoặc sở chỉ huy trên một chiếc tàu chiến.
Kuznetsov đã quyết định nhận vụ là chỉ phó, trên chiếc tuần dương hạm mang tên "Krasny Kavkaz". Trong vòng một năm, ông đã được thăng cấp. Vào năm 1934, ông quay trở lại với chiếc tuần dương hạm "Chervona Ukraina", và là chỉ huy trưởng trên con tàu này. Dưới sự chỉ huy của Kuznetsov, chiếc tuần dương hạm đã trở thành một con tàu chiến điển hình nổi tiếng về ý thức kỷ luật, và sự tổ chức. Sự chú ý trong quân đội, nhanh chóng đổ dồn về vị thuyển trưởng trẻ tuổi này.
Từ ngày 5 tháng 9 năm 1936, đến ngày 15 tháng 8 năm 1937, Kuznetsov làm tùy viên hải quân và trưởng ban cố vấn hải quân của nước cộng hòa Tây Ban Nha. Trong thời gian phục vụ tại Tây Ban Nha, ông đã mở rộng và phát triển lòng căm thù đối với chủ nghĩa phát xít ở đây. Khi quay trở về nước, vào ngày 10 tháng 1 năm 1938, ông được giữ chức vụ tổng chỉ huy hạm đội Thái Bình Dương. Trong thời gian ông năm giữ cương vị này, ông trở thành một người phải đối mặt với vụ thanh trừng của Stalin trong quân đội. Chính bản thân Kuznetsov không bao giờ bị liên quan, nhưng có nhiều sĩ quan chỉ huy dưới quyền ông đã bị dính líu. Kuznetsov đã từng bước chống lại cuộc thành trừng này, và sự can thiệp của ông, đã cứu được mạng sống cho rất nhiều các sĩ quan Xô Viết.
Ngày 28 tháng 4 năm 1939, Kuznetsov mới chỉ tròn ba mươi tư tuổi, ông đã được bổ nhiệm là ủy viên hội đồng nhân dân (bộ trưởng) của hải quân, ông giữ vị trí công tác này trong suốt Chiến tranh thế giới thứ hai.

## Chiến tranh thế giới thứ hai
Trong Chiến tranh thế giới thứ hai, Kuznetsov đã một đóng vai trò rất quan trọng, trong những giờ phút đầu tiên của cuộc chiến – Tại thời khắc quan trọng này, phương pháp giải quyết của ông, cùng với sự bất tuân mệnh lệnh ngăn cấm hải quân Xô Viết nổ súng.
Ngày 21 tháng 6 năm 1941, Kuznetzov đã đoán chắc chắn rằng, cuộc chiến tranh nhất định sẽ xảy ra với Đức quốc xã. Cũng trong ngày hôm đó, Timoshenko và Zhukov đã ban hành một chỉ thị, ngăn cấm tất cả các sĩ quan chỉ huy Xô Viết có bất kỳ một hành động đối phó lại với "sự khiêu khích của quân Đức". Trong khi đó bên hải quân, lại có sự tổ chức là một bộ ngành riêng biệt, do đó Kuznetsov đang đứng trên một vị trí nằm ngoài xâu chuỗi trực tiếp của mệnh lệnh này. Ông đã tận dụng thực thế này để quyết định một động cực kỳ táo bạo.
Ngay sau nửa đêm, bước sang ngày 22 tháng 6, Kuznetsov đã ra lệnh cho toàn bộ các hạm đội hải quân Xô Viết, chuẩn bị sẵn sàng chiến đấu. Lúc 4 giờ 45 phút sáng ngày hôm đó, quân Đức bắt đầu tiến hành chiến dịch Barbarossa. Cũng trong thời điểm này, chỉ có hải quân Xô Viết là một binh chủng quân đội duy nhất của Liên Xô, đã trong tư thế sẵn sàng nghênh chiến với đợt tấn công đầu tiên của quân Đức.
Trong hai năm ròng, mối quan tâm chính của Kuznetsov là bảo vệ Capcaz, không cho quân Đức xâm lược. Trong suốt cuộc chiến tranh, Biến Đen vẫn là chiến trường quan trọng nhất cho các chiến dịch của hải quân Xô Viết. Trong những năm chiến tranh, Kuznetsov đã rèn rũa các phương pháp đổ bộ tấn công của Xô Viết. Tháng hai năm 1944, ông mang hàm Đô đốc hạm đội – Một quân hàm mới được ban hành, ban đầu cấp bậc này tương đương với cấp tướng bốn sao. Cũng vào năm đó, Kuznetsov được trao tặng danh hiệu Anh hùng Liên Xô. Ngày 31 tháng 5 năm 1945, cấp hiệu của ông được đổi lại tương tự với cấp hiệu Nguyên soái Liên Xô, thể hiện cấp bậc của ông có vị thế tương đương.

## Lần mất chức đầu tiên
Từ năm 1946 đến năm 1947, ông giữ chức vụ thứ trưởng các lực lượng vũ trang Liên Xô, kiêm tổng tư lệnh lực lượng hải quân.
Năm 1947, ông bị buộc rời khỏi vị trí công tác theo lệnh của Stalin, ông cũng như một số đô đốc hải quân khác, bị tòa án hải quân đưa ra xét xử. Kuznetsov bị cách chức và hạ cấp xuống chức vụ phó đô đốc, trong khi đó thì tất cả các đô đốc khác bị nhận bản án tù giam, với nhiều mức độ dài ngắn khác nhau.
Năm 1951, Stalin cho xóa bỏ tình trạng "đày ải" của Kuznetsov, một lần nữa lại nhấc ông lên chức vụ tổng chỉ huy lực lượng hải quân (bộ trưởng hải quân Liên Xô), nhưng lại không phục hồi quân hàm cho ông, sau khi Stalin mất vào năm 1953, thì quân hàm của ông mới được trao trả. Cũng trong năm đó, ông giữ chức vụ thứ trưởng thứ nhất, bộ quốc phòng Liên Xô. Đến năm 1955, Kuznetsov lên nắm chức vụ tổng tư lệnh các lực lượng hải quân. Cấp bậc của ông sau đó được đổi lại là Đô đốc hạm đội Liên Xô, và được tặng thưởng Ngôi sao Nguyên soái.

## Lần mất chức thứ hai và về hưu
Với sự mới trỗi dậy mình, đã đưa ông vào một cuộc mâu thuẫn trực tiếp với nguyên soái Zhukov, người mà ông đã từng đụng độ trong những năm chiến tranh. Ngày 8 tháng 12 năm 1955, dựa vào việc tổn thất về chiếc tàu chiến "Novorossiisk", Zhukov đã tước bớt chức danh đô đốc của ông; tháng 2 năm 1958, lại một lần nữa Kuznetsov bị hạ cấp xuống là phó đô đốc, cho nghỉ hưu và cấm tuyệt đối có "bất kỳ mọi công việc nào có liên quan đến hải quân".
Trong thời gian nghỉ hưu, ông đã viết và xuất bản rất nhiều bài báo và tiểu luận, cũng như một số tác phẩm khác, bao gồm cả những cuốn hồi ký, và cuốn "Курсом к Победе" (Đường tới chiến thắng).
Kuznetsov còn là tác giả của một cuốn sách viết về chiến tranh, về sự ngăn chặn của Stalin, và về hải quân, những cuốn sách này được xuất bản sau khi ông mất. Trong những cuốn sách này, ông đã kịch liệt phê phán về sự can thiệp của đảng, vào những công việc nội bộ trong quân đội, và nhấn mạnh rằng, "quốc gia phải được cai trị bằng luật pháp".

## Trả lại tên cho ông
Sau khi Zhukov nghỉ hưu năm 1957, và Khruschev năm 1964, một nhóm cựu chiến binh hải quân, đã bắt đầu tổ chức một chiến dịch vận động phục hồi cấp bậc cho Kuznetsov cùng với toàn bộ chế độ, và đưa ông lên là một trong những thanh tra của bộ quốc phòng. Tuy nhiên, tất cả những yêu cầu của họ đều bị làm ngơ, nhất là người kế nhiệm của Kuznetsov, đô đốc Gorshkov. Đến mãi ngày 26 tháng 7 năm 1988, đoàn chủ tịch Xô Viết tối cao Liên Xô mới phục hồi lại quân hàm đô đốc hải quân Liên Xô cho Kuznetsov. Hiện Kuznetzov được công nhận là một trong những người lỗi lạc nhất trong lịch sử Xô Viết, và của hải quân Nga ngày nay.
Trích dẫn lời nói của ông:
| “ | Toàn bộ cuộc đời tôi đều dành tặng cho hải quân Xô Viết. Tôi đã có một sự lựa chọn khi còn trẻ tuổi, và sẽ không bao giờ hối tiếc về điều đó. | ” |